# Elettariopsis sumatrana
Elettariopsis sumatrana är en enhjärtbladig växtart som beskrevs av Theodoric Valeton. Elettariopsis sumatrana ingår i släktet Elettariopsis och familjen Zingiberaceae.
Artens utbredningsområde är Sumatera. Inga underarter finns listade i Catalogue of Life.